# Infinite Space
Infinite Space (яп. 無限航路 Мугэн Ко:ро), первоначально известная как Infinite Line — научно-фантастическая ролевая игра, разработанная Nude Maker совместно с Platinum Games эксклюзивно для Nintendo DS.
В 2008 году на выставке Tokyo Game Show компании Gonzo и Production I.G выпустили серию короткометражных аниме по мотивам игры.

## Сюжет
Сюжет Infinite Space содержит темы из романа Артура Чарльза Кларка «Конец детства». Игра имеет две основные сюжетные линии, которые сосредоточены на Юри: молодом парне, путешествующем по галактике и медленно продвигающемся по карьерной лестнице к рангу капитана.
Большая часть сюжета игры разворачивается в двух галактиках: в Малом Магеллановом Облаке и Большом Магеллановом Облаке. В первой части игры, происходящей в Малом Магеллановом Облаке, Юрию становится известно о империи Луговалиан — очень большой и мощной межгалактической империи, которая находится под властью императора Тараниса. Узнав об их желании завоевать Малое Магелланово Облако, Юри пытается скоординировать силы галактики для обороны, но они быстро падают из-за угрозы Луговалиан. Во второй части игры, действие которой разворачивается спустя 10 лет, император империи Луговалиан также планирует завоевать Галактическую Федерацию Большого Магелланового Облака, которая является крупнейшей военной силой в галактике.

## Геймплей
Infinite Space — научно-фантастическая ролевая игра, позволяющая игроку проектировать и управлять космическим кораблем. Игрок может построить судно с более чем 150 различных моделей дизайна, наряду с более чем 150 возможных членов экипажа. После настройки корабля, игрок сможет исследовать обширный мир игры с историей двух галактик. Персонажей можно увидеть в двухмерной графике, в то время как корабли, разведка, и сражения выполнены в трёхмерной графике.
Вся игра управляется сенсорным экраном. Ни персонажи, ни космические аппараты не контролируются напрямую, а управляются методом «укажи и нажми». Для путешествий игрок сперва должен выбрать место куда он хочет отправиться, а затем продвигаться к этой цели. Сражения с космическими кораблями происходят в режиме реального времени, с использованием функции атаки «команда калибровки». В команде калибровка растет, игрок может использовать его в качестве нападения на вражеский корабль. Скорость корабля зависит от типа судна и экипажа судна. Когда игрок уничтожает вражеский корабль, оно разваливается на несколько частей и взрывается, ничего после себя не оставляя.
Управление персонажами происходит путём выбора команд, такими как «идти вправо». Ближние бои ведутся похоже, с использованием системы типа «камень, ножницы, бумага», а также с помощью системы использующейся при сражении с кораблями.
При помощи Wi-Fi двум игрокам становятся доступны многопользовательские сражения с космическими кораблями.

## Музыка
29 июля 2009 года лейблом Wave Master был выпущен музыкальный альбом с саундтреком игры — Infinite Space Original Soundtrack (яп. 「無限航路」オリジナルサウンドトラック Мугэн Ко:ро Оридзинару Саундоторакку). Альбом включал в себя 2 компакт-диска с 35 композициями. Музыка была написана композиторами Масафуми Такадой, Дзюном Фукудой, Эцуко Итикавой и Юсукэ Комори.
| №                   | Название                     | Длительность |
| ------------------- | ---------------------------- | ------------ |
| 1.                  | «Warspace»                   | 1:57         |
| 2.                  | «Great warfare»              | 2:09         |
| 3.                  | «Hand-to-Hand Combat»        | 1:21         |
| 4.                  | «Yachabach»                  | 2:36         |
| 5.                  | «Emperor Garland»            | 3:30         |
| 6.                  | «The Great Pirate Valentine» | 2:14         |
| 7.                  | «The Universe in Despair»    | 3:07         |
| 8.                  | «The Theocracy of Addoura»   | 1:37         |
| 9.                  | «The Profound»               | 1:15         |
| 10.                 | «Calm»                       | 3:11         |
| 11.                 | «Yearning to space»          | 1:24         |
| 12.                 | «0G dogs»                    | 2:02         |
| 13.                 | «Outbreak of War»            | 2:26         |
| 14.                 | «Chelsea»                    | 1:59         |
| 15.                 | «Setting Off»                | 2:58         |
| 16.                 | «Space Harbor»               | 6:10         |
| 17.                 | «Pub»                        | 3:11         |
| 18.                 | «Stand by»                   | 1:13         |
| 19.                 | «Riot»                       | 2:15         |
| Общая длительность: | Общая длительность:          | 46:35        |

| №                   | Название                    | Длительность |
| ------------------- | --------------------------- | ------------ |
| 1.                  | «Secret Maneuvers»          | 3:17         |
| 2.                  | «Counterattack»             | 2:01         |
| 3.                  | «Sudden Turn for the Worse» | 2:38         |
| 4.                  | «The Great Evil»            | 2:33         |
| 5.                  | «Finale»                    | 2:03         |
| 6.                  | «Overlord»                  | 3:07         |
| 7.                  | «Surrounded by Comrades»    | 1:24         |
| 8.                  | «The Disappearing Universe» | 3:57         |
| 9.                  | «Blockade»                  | 4:20         |
| 10.                 | «Huge Battle»               | 4:14         |
| 11.                 | «Tranquil Pair»             | 3:30         |
| 12.                 | «Middle of the Path»        | 1:46         |
| 13.                 | «Mebius»                    | 1:51         |
| 14.                 | «Feverish man»              | 2:04         |
| 15.                 | «Infinite space»            | 9:57         |
| 16.                 | «Infinity Route»            | 4:10         |
| Общая длительность: | Общая длительность:         | 52:52        |

## Оценки и мнения
| Сводный рейтинг       | Сводный рейтинг |
| Агрегатор             | Оценка          |
| --------------------- | --------------- |
| GameRankings          | 76,24 %         |
| Metacritic            | 75/100          |
| MobyRank              | 73/100          |
| Иноязычные издания    |                 |
| Издание               | Оценка          |
| 1UP.com               | B               |
| AllGame               | [ 9 ]           |
| Edge                  | 8/10            |
| Eurogamer             | 7/10            |
| Famitsu               | 34/40           |
| G4                    | 3/5             |
| GameFan               | 9,5/10          |
| Game Informer         | 8,0/10          |
| GamePro               | [ 15 ]          |
| GameRevolution        | B+              |
| GameSpot              | 6,5/10          |
| GamesRadar+           | 9/10            |
| GameZone              | 7/10            |
| IGN                   | 7,0/10          |
| Nintendo World Report | 8/10            |
| ONM                   | 90 %            |
| VideoGamer            | 7/10            |
| NGamer Magazine       | 9,0/10          |
| Русскоязычные издания |                 |
| Издание               | Оценка          |
| «Страна игр»          | 8,0/10          |

Игра получила положительные отзывы от критиков. Японский журнал Famitsu оценил игру в общей сложности на 34 балла из 40 возможных, и дал ей золотую медаль. Критикам из журнала понравилась обширная и сложная история и большой объём игры, хотя некоторые были недовольны большим количеством деталей и кривизной обучения.
Западные критики также были довольны игрой, но их отзывы были менее позитивными. Infinite Space получила 75 баллов из 100 возможных от сайта Metacritic. IGN поставили 7 баллов, заявив, что у игры «эпическая история», но кривая система обучения и неуклюжий интерфейс будет испытывать терпение игроков. GamesRadar высказал похожее мнение, хваля историю, но жалуясь о проблемах взаимодействия, например «как игрок может настроить корабль, но не может непосредственно увидеть, как различные части влияют на статистические данные судна».
Российский журнал «Страна игр» оценил игру в 8 баллов из 10.

### Продажи
В течение первой недели после релиза игры Японии было продано 38 000 копий и стало самой продаваемой игрой в Японии за этот период.